# موزه تروولان
موزه تروولان یک موزه باستان‌شناسی واقع در محوطه باستانی تروولان، شهر موجوکرتو، در استان جاوه شرقی، اندونزی است. این موزه به منظور نگهداری از آثار باستانی و اقلام باستان‌شناسی کشف شده پیرامون محوطه باستانی تروولان و حوالی آن ساخته شده است. این موزه یکی از مهم‌ترین مکان‌ها در اندونزی در رابطه با یافتن نشانه‌هایی از تاریخ ماجاپاهیت است
بیشتر مجموعه‌های درون موزه مربوط به دوران ماجاپاهیت است، با این حال این مجموعه‌ها همچنین دوران پادشاهی‌های کاهوریپان، کدیری و سینگاساری در جاوه شرقی را نیز دربر گرفته‌اند. این موزه در ضلع غربی کولَم سگاران (kolam Segaran) واقع شده است. موزه تروولان دارای بزرگ‌ترین مجموعه اشیای باقی مانده از دوران ماجاپاهیت در اندونزی است.

## مجموعه

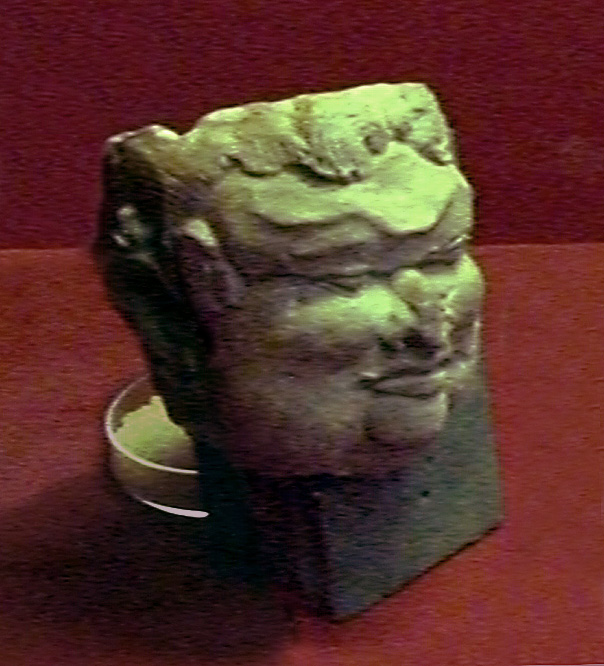
تراکوتا ماجاپاهیت

امروزه این موزه نه تنها بازمانده‌های باستانی از دوران ماجاپاهیت را در خود جای داده است، بلکه بازمانده‌های باستانی مختلفی را که در سراسر جاوه شرقی کشف شده‌اند، جمع‌آوری و به نمایش گذاشته است. این بازمانده‌های باستانی از دوران پادشاهی ایرلانگا و کدیری، تا دوره سینگاساری و ماجاپاهیت را دربر گرفته است. مجموعه بزرگی از مجسمه‌های سنگی هندو-بودایی و همچنین هنر تراکوتا ماجاپاهیت نیز در این موزه به نمایش گذاشته شده است.
در میان اشیاء به نمایش گذاشته شده، می‌توان به مجسمه پرتره معروف ایرلانگا که به صورت ویشنو سوار بر روی پرنده افسانه‌ای گارودا تجسم شده است، اشاره کرد.